# マイケル・トマセロ
マイケル・トマセロ（Michael Tomasello、1950年1月18日  - ）はアメリカ合衆国の認知心理学者。アメリカ・デューク大学教授。フロリダ州バートウ出身。

## 業績
霊長類学や発達心理学、特に言語獲得を専門とする。言語学的には、普遍文法仮説に批判的な認知言語学を支持する立場である。言語獲得についての彼の主張では、普遍文法仮説で仮定される生得的な「言語の機構」（英: faculty of language）を認めず、発達の初期に個別の語ごとに固定された表現を学習し（たとえば彼の提示した「動詞島仮説」）、そこから徐々に一般化することによって、より抽象的な文法をボトムアップ的に獲得するとしている。トマセロの言語獲得の理論は社会語用論的アプローチと呼ばれ、共同注意（ジョイントアテンション）を初めとする社会的・コミュニケーション的な側面の果たす役割の重視を特徴としている。
1972年にデューク大学から心理学の学士号を、1980年にジョージア大学より実験心理学の博士号を取得。エモリー大学とヤーキーズ霊長類研究所に勤めた後、1998年から2018年までドイツ・ライプツィヒのマックスプランク進化人類学研究所で理事を務めた（現在、同研究所名誉理事）。2016年からデューク大学心理学・神経科学科教授。2006年ジャン・ニコ賞、2010年ハイネケン賞、マックス・プランク賞を受賞。

## 主な著書
- Tomasello, M. & Call, J. (1997). Primate cognition. New York: Oxford University Press. ISBN 0195106237 (hbk.), ISBN 0195106245 (pbk.).
- Tomasello, M. (1999). The cultural origins of human cognition. Cambridge, MA: Harvard University Press. ISBN 0674000706 (hbk.), ISBN 0674005821 (pbk.).
  - 『心とことばの起源を探る 文化と認知』大堀壽夫・中澤恒子・西村義樹・本多啓訳、勁草書房、2006年。ISBN 4326199407

- Tomasello, M. (2003). Constructing a language: A usage-based theory of language acquisition. Cambridge, MA: Harvard University Press. ISBN 0674010302 (hbk.), ISBN 0674017641 (pbk.).
  - 『ことばをつくる 言語習得の認知言語学的アプローチ』 辻幸夫・野村益寛・出原健一 ・菅井三実・鍋島弘治朗・森吉直子訳、慶應義塾大学出版会、2008年。ISBN 978-4766415339

ほか多数、日本語訳あり。